# Salsola affinis
Salsola affinis là loài thực vật có hoa thuộc họ Dền. Loài này được C.A.Mey. ex Schrenk miêu tả khoa học đầu tiên năm 1843.